# Ernst Mosch
Ernst Mosch (* 7. November 1925 in Zwodau, Tschechoslowakei; † 15. Mai 1999 in Germaringen) war ein deutscher Musiker, Komponist, Arrangeur, Jazz-Posaunist und Dirigent. Er war Gründer und musikalischer Leiter der Original Egerländer Musikanten.

## Leben und Wirken

### Die frühen Jahre
Ernst Mosch war das erste Kind des Bergmanns Andreas Mosch (1901–1967) und von Albine Mosch (1907–1985). Seine Mutter war in einer Kammgarn-Spinnerei beschäftigt. Sein Vater wurde nach einem Grubenunglück 1932 zum Invaliden und betrieb nach dem Umzug der Familie nach Falkenau eine Milchhandlung, wobei Ernst das Ausfahren der Ware übernahm.
Im Alter von acht Jahren spielte Ernst Mosch Flöte im Schulorchester und etwas später Flügelhorn im damals bekannten Jugendblasorchester von Hans Dotzauer. Die auf Wunsch seiner Eltern nach der Volksschule begonnene Schusterlehre brach er ab und arbeitete anschließend in Eger in einer Flugzeugfabrik; erst als Mechaniker und dann in der Malerabteilung. 1940 entschied er sich für die musikalische Laufbahn und erhielt nach bestandenem Vorspiel an der Städtischen Musikschule in Oelsnitz/Vogtland Unterricht in den Instrumenten Flügelhorn, Geige und Posaune.
1943 zum Kriegsdienst eingezogen, kam er als Panzergrenadier nach Allenstein und spielte kurz darauf auf Veranlassung seines Kompaniechefs als Posaunist in einem Musikkorps. Ende 1944 wurde er bei einem Einsatz als Soldat in Breslau verwundet, er wurde am Unterarm getroffen und litt seitdem an einem nach unten hängenden Daumen, der später als „Markenzeichen“ seiner Dirigiertechnik angesehen wurde.
Infolge der Vertreibung der Sudetendeutschen nach Kriegsende floh Mosch 1945 nach Bayern, wo er als Jazz-Musiker in amerikanischen Clubs auftrat. 1946 spielte er Posaune in der Band von Peter Hiller und Tenorhorn in der Original Kapelle Egerland unter Leitung von Rudi Kugler. Kurz darauf gründete er zusammen mit Fred Bertelmann und Horst Reipsch die REMO-Band, die zunächst für GIs in Landsberg/Lech auftrat und in amerikanischen Jazz- und Musikerkreisen bekannt wurde. 1948 wechselte Mosch zum Tanzorchester Charly Zech nach Hamburg und 1950 nach München zur Band von Alois Schnurrer. Dort spielte er Posaune und wirkte zudem als Sänger.
1951 wurde Mosch 1. Posaunist im Südfunk-Tanzorchester von Erwin Lehn, das regelmäßig Veranstaltungen für den Süddeutschen Rundfunk gestaltete und europaweit konzertierte.

### Die Original Egerländer Musikanten
Das Südfunk-Orchester spielte 1955 auf dem Bundespresseball in Bad Neuenahr, wobei sich die Musiker in verschiedenen Formationen abwechselten. Hierbei leitete Mosch – zu jener Zeit bereits stellvertretender Orchesterchef – eine Blaskapellenbesetzung, mit der er böhmische Musik aufführte. Nach diesem erfolgreichen Auftritt organisierte er ein eigenes Ensemble mit fester Blasmusikbesetzung. 1956 nahmen die 12 Musiker fünf Titel beim Südfunk Stuttgart auf, die im Rundfunk ausgestrahlt wurden. Das Ensemble erhielt den Namen Die Egerländer Musikanten, da die meisten der Musiker aus Böhmen stammten. Bereits im Dezember 1956 schloss Mosch einen Vertrag mit der Plattenfirma Telefunken für weitere Aufnahmen. Die Besetzung wurde auf 18 Musiker erweitert. Mosch, der davor noch selbst Tenorhorn gespielt hatte, setzte seine Prioritäten von nun an auf das Dirigieren und den Gesang. Das Ensemble trat fast jedes Wochenende auf; Mosch war aber mit einigen seiner Musiker noch beim Südfunk-Tanzorchester engagiert und verließ dieses im Jahr 1966. Im selben Jahr unternahm er eine USA-Tournee, bei der er unter anderem in der New Yorker Carnegie Hall auftrat.
Am 28. April 1973 erhielt Mosch im Rahmen eines Konzertes im Circus Krone in München seine erste Platin-Schallplatte für mehr als 10 Millionen verkaufte Schallplatten.
1974 rief Mosch zusammen mit Frank Pleyer die Original Straßenmusikanten im Stil kleinerer Blasmusikbesetzungen seiner alten Heimat ins Leben. Mit diesem Ensemble absolvierte er einige Fernsehauftritte, jedoch keine Live-Konzerte. Zusammen mit Pleyer schrieb er von 1973 bis 1979 viele erfolgreiche konzertante Kompositionen, auch für die reguläre Egerländer-Besetzung.
Nach einer großen Tournee im Jahr 1976 legte Mosch 1977 eine Pause ein. Er ließ sich in Germaringen nieder. 1977/78 erfolgten Studioaufnahmen in Prag, 1978 produzierte er mit erweiterter Besetzung ein Album mit Konzertmärschen der K.u.k.-Zeit. 1979 gründete er mit Elmar Wolf seinen bis heute in Germaringen ansässigen Musikverlag.
1981 gaben die Original Egerländer Musikanten ihr Comeback. Im selben Jahr wurde Mosch für seine Verdienste um die Volksmusik das Bundesverdienstkreuz am Bande und die Hermann-Löns-Medaille in Gold verliehen.
Mosch war ein Vorreiter in der professionellen Interpretation anspruchsvoller böhmischer Kompositionen und symphonischer Polkas, namentlich von Jaroslav Skabrada. Diese Bravour-/Konzerttitel können als an der Grenze zur E-Musik angesehen werden. Sie zeichnen sich durch besonders anspruchsvolle Melodie/Stimmenführung (z. B. Helenen-Polka) und durch ein das reguläre Kadenzschema bei weitem übersteigendes Harmoniespektrum (z. B. Rekruten-Marsch) aus.
In Gedenken an seine Zeit bei Erwin Lehn formierte Mosch 1986 aus Mitgliedern der Original Egerländer eine Big Band. Zur gleichen Zeit fanden zum 30-jährigen Jubiläum 30 Konzerte in Deutschland und den Niederlanden statt. 1988 nahm er mit den Bläsern der Prager Philharmonie und des Prager Staatstheaters sowie seinen vier ersten Flügelhornisten eine Produktion mit 16 Polkas und Walzern auf. 1990 folgte ein Tonträger mit dem Rundfunk-Blasorchester Leipzig und dem Egerländer Flügelhorn- und Tenorhornsatz.

### Letzte Jahre und Tod
1995 reiste Mosch mit seinem Ensemble für die Sendung Lustige Musikanten nach Frankenmuth (USA). Nach der Rückkehr erkrankte er, sodass die geplante Herbsttournee aufs Frühjahr 1996 verschoben werden musste. Trotz schlechten Gesundheitszustands absolvierte Mosch mit den Original Egerländer Musikanten vom 6. März bis zum 27. April 1998 seine Abschiedstournee durch ganz Deutschland.
Ernst Mosch starb am 15. Mai 1999 in seinem Wohnhaus in Germaringen an den Folgen von Diabetes. Er wurde auf dem Friedhof Kirchhof St. Georg zu Untergermaringen/Ostallgäu beigesetzt. Er hatte über 1000 Konzerte in 42 Ländern gespielt, zahlreiche Tourneen und Fernsehauftritte absolviert, mehr als 40 Millionen Tonträger verkauft und erhielt insgesamt 29 Gold-, Platin und Diamantschallplatten.

### Privates
Mosch war seit 1945 mit der aus Herne stammenden Lydia verheiratet; das Paar bekam die Töchter Karin, Ellen und Brigitte.

## Diskografie (Auswahl)
Es gibt etwa an die 400 verschiedene Tonträger von Ernst Mosch, darunter etwa 220 LPs, davon rund die Hälfte Sonderauflagen oder Export-Versionen, 100 Singles, 6 Schellackplatten und zahlreiche CDs.

### Alben
- 1960: Goldene Schallplatte für die Egerländer
- 1961: Fröhliches Egerland
- 1961: Klingendes Egerland
- 1961: Die Heimat im Herzen (Falkenauer Blasmusik + Egerländer Schrammeln)
- 1961: Egerland-Heimatland (durch einen redaktionellen Fehler war der gleichnamige Titel gar nicht auf dieser LP enthalten!)
- 1961: Das geht ins Gemüt
- 1962: Sang und Klang vom Egerland (1970 neu aufgelegt als „Hand in Hand durchs Egerland“)
- 1963: Goldene Egerländer Melodien
- 1964: Grüß mir die Heimat
- 1965: Goldner Klang vom Egerland
- 1966: Musik aus der Heimat
- 1967: Das ist Musik!
- 1967/1968: Frühling im Egerland
- 1968: Lieblingsmelodien
- 1969: Blasmusik klingt so!
- 1969/1970: Speziell für Sie
- 1970: Stunden, die man nie vergißt
- 1970/1971: Ich freu mich so auf ein Wiedersehn – 15 Jahre spielen und singen
- 1971: Sonntagskonzert (z. T. mit Neueinspielungen zuvor schon produzierter Titel)
- 1972: Portrait in Gold (z. T. mit zuvor eingespielten Titeln)
- 1973: Moldauklänge
- 1973: Sonntag 13h10 (z. T. mit zuvor eingespielten Titeln)
- 1974: Böhmische Spezialitäten
- 1974: Wie Böhmen noch bei Öst’reich war
- 1975: Ewig junge Blasmusik
- 1975: Vergiß die Heimat nicht!
- 1975/1976: Böhmisches Herz
- 1977: Musikantentraum
- 1978: Tschingsda und Bumsda
- 1979: Egerländer Spatzen
- 1980: Liebe und Musik
- 1981: Jubiläumsgrüße (z. T. mit Neueinspielungen zuvor schon produzierter Titel)
- 1982: Egerländer Hitparade (z. T. mit zuvor eingespielten Titeln)
- 1983: Lieder, die für uns klingen
- 1984: Mein schönes Heimatland
- 1985: Nur wer die Heimat liebt (z. T. mit Neueinspielungen zuvor schon produzierter Titel)
- 1986: 30 Jahre Ernst Mosch
- 1988: Ernst Mosch in Prag
- 1989: Sag’s mit Musik
- 1989: Egerländer Solisten-Parade
- 1990: Ernst Mosch in Leipzig (vorwiegend Neueinspielungen zuvor schon produzierter Titel)
- 1990: Daheim im Egerland
- 1990/1991: Wir laden ins Festzelt ein
- 1991: Mein größtes Fest der Volksmusik – 35 Jahre (z. T. mit Neueinspielungen zuvor schon produzierter Titel)
- 1992: Mein Traumorchester
- 1993: Musik für Millionen
- 1995: Im Herzen jung – 40 Jahre
- 1997: Ein Leben für die Blasmusik (z. T. mit Neueinspielungen zuvor schon produzierter Titel)
- 1998: Böhmische Leckerbissen (vorwiegend Neueinspielungen zuvor schon produzierter Titel)

### Spezialalben
Neben den böhmischen Produktionen und den 10 Alben seiner Original Strassenmusikanten produzierte Mosch immer wieder Spezialtitel und -alben.
- 1958–1960: Die Falkenauer Jagerbuam und die Falkenauer Blasmusik
- 1961: mit Zither und Akkordeon, Die Zittner Schrammeln/Dorfmusikanten
- 1961: die Egerländer Schrammeln, mit Streicher und Harfe, das Posthörndl-Duo Ernszt/Bummerl
- 1963: Volkslieder-Landpartie
- 1964: Die Schlagerpauke
- 1965: 1. Marschproduktion „Wir bleiben jung“, überwiegend Operetten-Märsche
- 1969: Tanzmusik-Produktion „So sind wir“
- 1969: Weihnachts-LP
- 1970: 2. Marschproduktion „Wir bleiben jung Nr. 2“
- 1971: Wiener Lieder (Wien und der Wein)
- 1971: Niederländische Lieder (Daar bij die Molen)
- 1972/1973: Operettenmelodien (s. dort)
- 1973: Volkslieder
- 1978: 3. Marschproduktion
- 1982/1983: Operettenmelodien (s. dort)
- 1986: Swing (Memory)
- 1987: 4. Marschproduktion
- 1988: 2. Weihnachts-Produktion
- 1990: Solistenparade
- 1992: Stimmungslieder
- 1994: Polka-Swing-Parade

## Chartplatzierungen

### Alben
| Jahr | Titel                              | Höchstplatzierung, Gesamtwochen, AuszeichnungChartplatzierungen (Jahr, Titel, Platzierungen, Wochen, Auszeichnungen, Anmerkungen) | Höchstplatzierung, Gesamtwochen, AuszeichnungChartplatzierungen (Jahr, Titel, Platzierungen, Wochen, Auszeichnungen, Anmerkungen) | Höchstplatzierung, Gesamtwochen, AuszeichnungChartplatzierungen (Jahr, Titel, Platzierungen, Wochen, Auszeichnungen, Anmerkungen) | Anmerkungen                            |
| Jahr | Titel                              | DE | AT | CH | Anmerkungen                            |
| ---- | ---------------------------------- | --- | --- | --- | -------------------------------------- |
| 1964 | Sang und Klang vom Egerland        | DE46 (8 Wo.)DE | — | — | mit Franz Bummerl                      |
| 1965 | Goldener Klang von Egerland        | DE7 (44 Wo.)DE | — | — | mit Franz Bummerl und die kleine Biggi |
| 1966 | Wir sind die Egerländer Musikanten | DE27 (2 Wo.)DE | — | — |                                        |
| 1967 | Wir sehn uns wieder                | DE14 (6 Wo.)DE | — | — | Livealbum                              |
| 1967 | Musik der Heimat                   | DE19 (2 Wo.)DE | — | — |                                        |
| 1968 | Frühling im Egerland               | DE34 (4 Wo.)DE | — | — |                                        |
| 1969 | So sind wir!                       | DE33 (4 Wo.)DE | — | — |                                        |
| 1978 | Die 20 größten Erfolge             | DE5 (7 Wo.)DE | — | — |                                        |
| 1978 | 24 Goldene Melodien                | DE20 (8 Wo.)DE | — | — |                                        |
| 1981 | Die größten Erfolge                | DE1 (16 Wo.)DE | AT19 (2 Wo.)AT | — |                                        |
| 2016 | Das große Lebenswerk               | DE21 (2 Wo.)DE | — | CH74 (1 Wo.)CH |                                        |
| 2018 | Die große Gold-Edition             | DE75 (2 Wo.)DE | — | — |                                        |

grau schraffiert: keine Chartdaten aus diesem Jahr verfügbar

### Singles
| Jahr | Titel Album         | Höchstplatzierung, Gesamtwochen, AuszeichnungChartsChartplatzierungen (Jahr, Titel, Album, Platzierungen, Wochen, Auszeichnungen, Anmerkungen) | Anmerkungen       |
| Jahr | Titel Album         | DE | Anmerkungen       |
| ---- | ------------------- | --- | ----------------- |
| 1961 | Herzweh –           | DE49 (4 Wo.)DE | mit Franz Bummerl |
| 1962 | Rauschende Birken – | DE32 (16 Wo.)DE |                   |

## Auszeichnungen für Musikverkäufe
| Goldene Schallplatte - Deutschland - 1976: für das Album Wenn der Tag erwacht - 1981: für das Album Musik mit Herz - 1987: für das Album Musikantenliebe Platin-Schallplatte - Deutschland - 1978: für das Album Ernst Mosch + seine Original Egerländer Musikanten | 3× Goldene Schallplatte - Deutschland - 1995: für das Album Ein Klang begeistert |

| Land/RegionAuszeichnungen für Musikverkäufe (Land/Region, Auszeichnungen, Verkäufe, Quellen) | Gold     | Platin     | Verkäufe  | Quellen           |
| -------------------------------------------------------------------------------------------- | -------- | ---------- | --------- | ----------------- |
| Deutschland (BVMI)                                                                           | 4× Gold4 | 2× Platin2 | 2.000.000 | musikindustrie.de |
| Insgesamt                                                                                    | 4× Gold4 | 2× Platin2 |           |                   |

## Kompositionen (Auswahl)
- Böhmischer Wind, Walzer, 1967
- Der Strohwitwer, Polka (Andante), 1969
- Es war nur eine Romanze, Walzer, 1982
- Rot-weiß-Rot, Marsch, 1976
- Gute Nachbarn, Marschpolka, 1974
- Rekruten, Marsch, 1978
- Bleib’ bei mir, Marschpolka, 1982
- Stunden der Liebe, 1976
- Bergblumen, Polka, 1972
- Ein Lied aus der Heimat, Walzer 1964
- Dompfaff, Polka 1967
- Solistenparade, Polka-Rondo, 1990
- Egerländer Musikantenmarsch, 1961
- Saazer Hopfen, Polka, 1972
- Bis bald auf Wiederseh’n, Polka 1965
- Wir sind Kinder von der Eger, Polka 1964
- Sterne der Heimat, Polka 1967
- Du, nur Du – Polka 1964
- Mondschein an der Eger, Walzer 1956
- Die Musik, die geht uns ins Blut, Marschpolka 1966
- Zahl mir was, ich zahl dir auch was, Polka 1964
- Verliebte Stunden, Walzer, 1976
- Eva-Marie, Walzer 1972

## Auszeichnungen
- 1981: Verdienstorden der Bundesrepublik Deutschland (Verdienstkreuz am Bande) für die Verdienste um die Volksmusik[10]
- 1981: Hermann-Löns-Medaille in Gold[12][15]
- 1995: Goldenes Mikrofon

## Vermächtnis
Nach Moschs Tod übernahmen die Töchter Brigitte und Ellen Mosch die Leitung seines Musikverlags.
Die Egerländer traten zunächst ohne Dirigenten auf. Der Tenorhornist Ernst Hutter übernahm dann die Leitung der nunmehrigen Egerländer Musikanten. 1985 hatte ihn Mosch für sein Orchester engagiert. Inzwischen heißt das Orchester Ernst Hutter & Die Egerländer Musikanten. Mit der Besetzung von 16 Musikern kehrte Hutter zur Anfangsformation von Mosch zurück.
Mosch war es immer verwehrt, in seiner Heimat, dem Egerland, mit den Egerländer Musikanten zu musizieren. Erst im Jahr 2010 gab das Orchester unter Hutters Leitung in Eger sein erstes Konzert.